# Sayrammeer
Het Sayrammeer (塞里木湖; Sailimu Hu) is een bergmeer in de autonome regio Xinjiang. Het ligt op 120 kilometer ten noorden van Yining, op een hoogte van 2000 m.